# Kanton Saint-Lyé
Kanton Saint-Lyé (fr. Canton de de Saint-Lyé) je francouzský kanton v departementu Aube v regionu Grand Est. Tvoří ho 33 obcí. Zřízen byl v roce 2015.

## Obce kantonu
| - Avant-les-Marcilly - Avon-la-Peze - Barberey-Saint-Sulpice - Bercenay-le-Hayer - Bourdenay - Charmoy - Dierrey-Saint-Julien - Dierrey-Saint-Pierre - Échemines - Faux-Villecerf - Fay-les-Marcilly - La Fosse-Corduan - Macey - Marcilly-le-Hayer - Marigny-le-Châtel - Mesnil-Saint-Loup - Montgueux | - Origny-le-Sec - Orvilliers-Saint-Julien - Ossey-les-Trois-Maisons - Le Pavillon-Sainte-Julie - Payns - Pouy-sur-Vannes - Prunay-Belleville - Rigny-la-Nonneuse - Saint-Flavy - Saint-Loup-de-Buffigny - Saint-Lupien - Saint-Lyé - Saint-Martin-de-Bossenay - Trancault - Villadin - Villeloup |